# Wolarski Przechód
Wolarski Przechód (ok. 1490 m) – szeroka przełęcz pomiędzy Żarem (1560 m) a Niedźwiedziem (ok. 1660 m) w grzbiecie oddzielającym Dolinę Tomanową od Wąwozu Kraków w polskich Tatrach Zachodnich. Opadające do Doliny Tomanowej stoki południowe są całkowicie zalesione. Po północnej stronie przełęczy znajduje się na mało stromym stoku dość spora polana zwana Wolarnią. Nazwy Wolarski Przechód i Wolarnia to pozostałości pasterskiej przeszłości tych rejonów. Dawniej bowiem tereny te były wypasane i wchodziły w skład Hali Smreczyny Z Wolarni do Wąwozu Kraków, a dokładniej na Płaśń między Progi opada niezbyt stromy Wolarski Żleb.